# Jenny Larsson (längdskidåkare)
Jenny Emilia Larsson, född 18 januari 1996 i Luleå, är en svensk längdskidåkare som tävlar för Östersunds SK. I Ski Classics representerar hon laget Lager 157.

## Karriär
I Ski Classics där hon debuterade 2018 har hon fem pallplatser varav en seger. Den 22 februari 2025 vann hon Tjejvasan.